# Qualcosa di nuovo (romanzo)
Qualcosa di nuovo (titolo originale: Something Fresh nell'edizione inglese, Something New nell'edizione statunitense) è un romanzo umoristico-sentimentale di Pelham Grenville Wodehouse, pubblicato come feuilleton e in volume nel 1915. È il primo romanzo della Saga del Castello di Blandings.

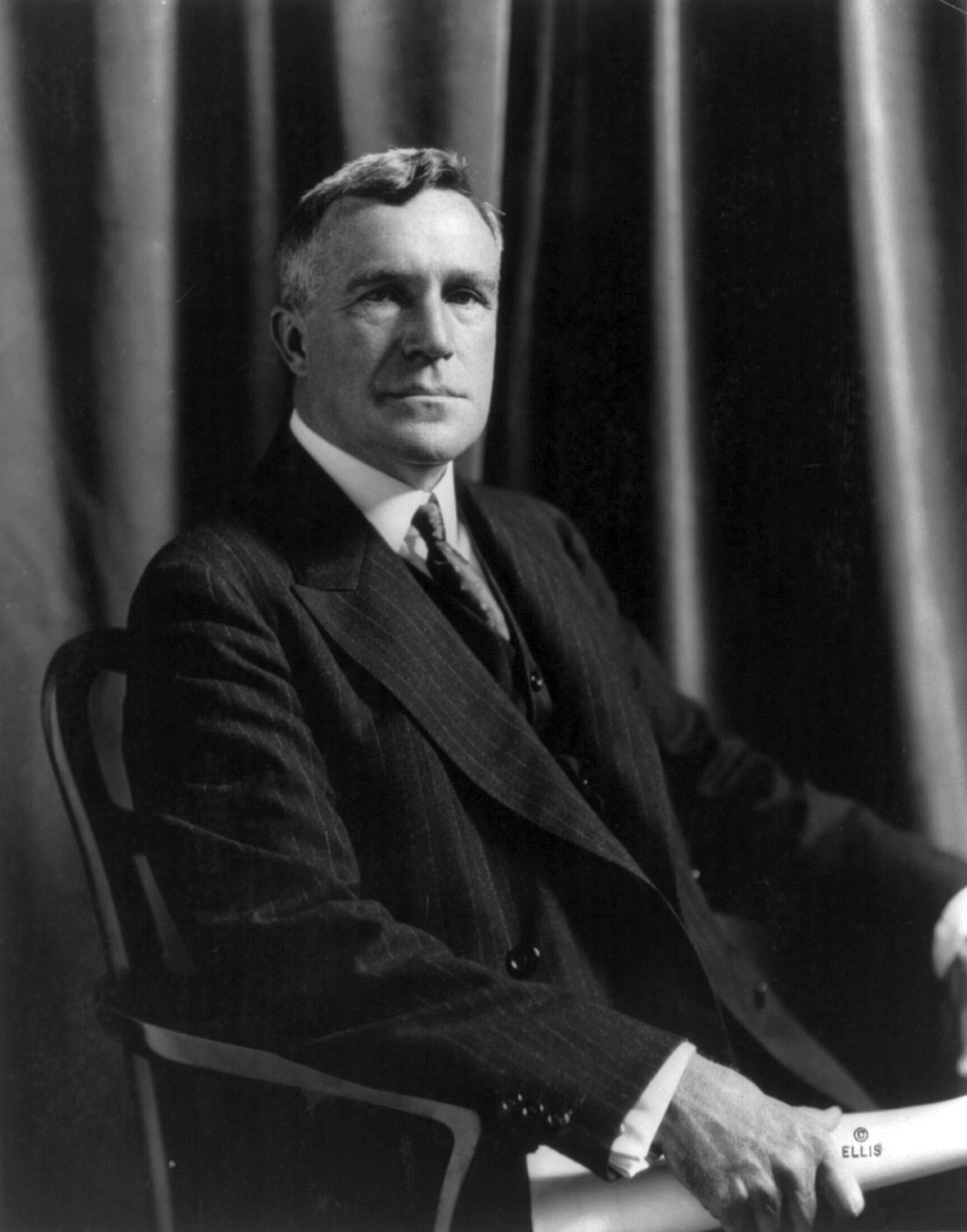
Ritratto di George Horace Lorimer

## Storia editoriale
Nella prefazione autoriale all'edizione inglese del 1969, inserita in seguito nell'edizione Mursia del 1991, Wodehouse dichiara di aver scritto il romanzo Something Fresh nel 1914, subito dopo il suo matrimonio con Ethel May, e di averlo inviato all'editore del Saturday Evening Post George Horace Lorimer, il quale lo acquistò per 3500 dollari e riportò il nome dell'autore in "Pelham Grenville Wodehouse", anziché "P.G. Wodehouse" come avvenuto fino ad allora; Wodehouse commentò in proposito, nella Prefazione: «Sono convinto che fu proprio tale fatto onomastico ad assicurarne il successo». Il romanzo fu quindi pubblicato a puntate dal settimanale statunitense Saturday Evening Post dal 26 giugno al 14 agosto 1915 con il titolo Something New. Fu poi pubblicato in volume il 3 settembre 1915 negli USA e, pochi giorni dopo, il 16 settembre 1915, nel UK. Il testo dell'edizione americana differiva in molti punti dal testo dell'edizione britannica. Il titolo utilizzato negli USA (Something New) differiva da quello originale utilizzato in UK (Something Fresh) perché negli USA «Fresh» è sinonimo di «Impertinent».  In Italia il romanzo ha avuto tre traduzioni, fra il 1932 e il 1992, per almeno undici edizioni ad opera di sei editori.

## Trama
Londra. Ashe Marson e Joan Valentine, giovani inquilini della modesta pensione di Mrs Bell, fanno vicendevole conoscenza e scoprono di lavorare entrambi come scrittori per la Mammoth Publishing Company, una casa editrice di periodici popolari. 
Nel frattempo, Freddie Threepwood, figlio cadetto di Lord Emsworth, fidanzato con Aline Peters, figlia di un milionario americano, si reca da R. Jones, un losco faccendiere, e lo incarica di recuperare delle lettere d'amore che un tempo aveva indirizzato a una corista (Joan Valentine) di cui si era innamorato ma che non era mai riuscito a incontrare: Freddie teme di poter essere accusato di rottura di promessa di matrimonio. 

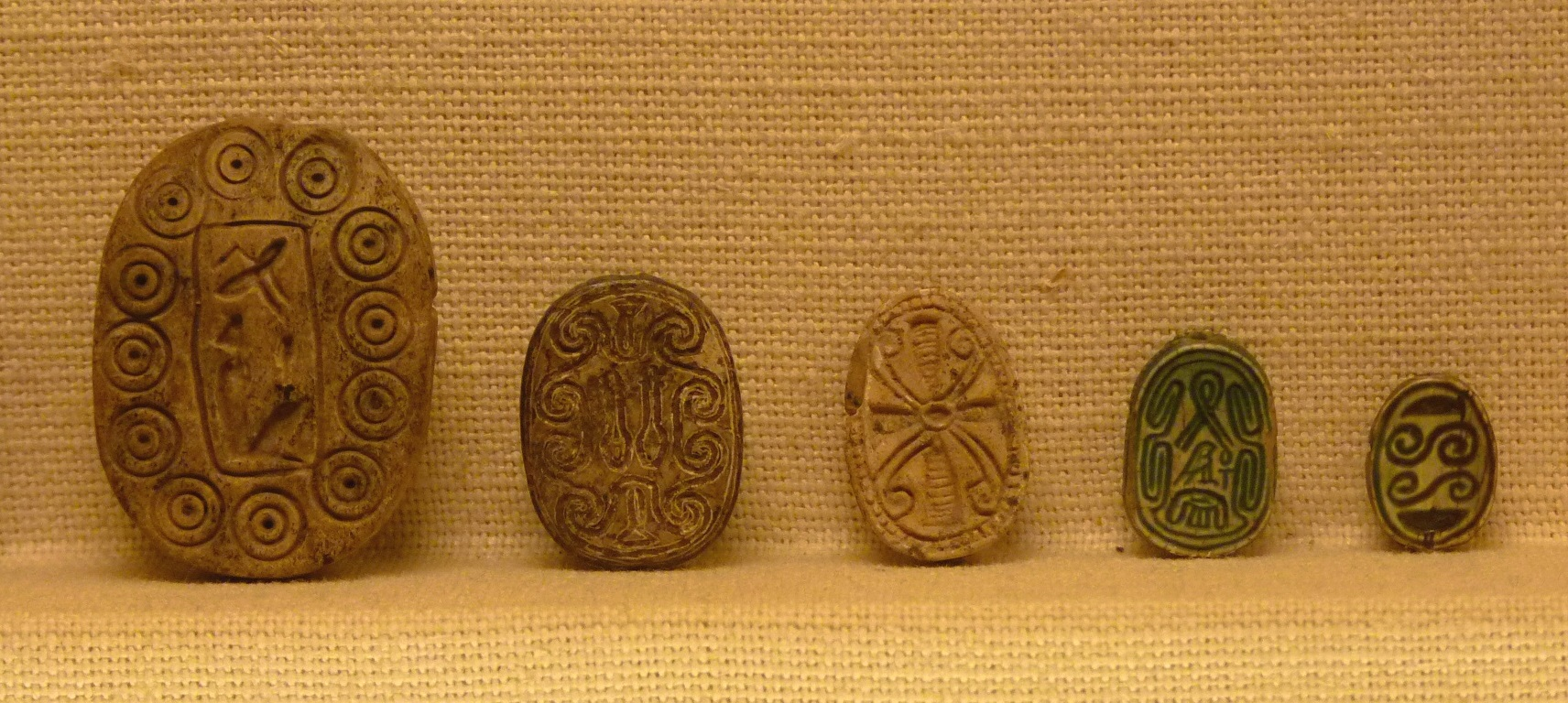
Scarabei egizi (Bologna, Museo civico archeologico)

La sera Lord Emsworth si reca nell'abitazione londinese di Mr. Peters, il futuro consuocero, il quale desidera mostrargli la sua collezione di scarabei, antichi amuleti egizi; per distrazione Lord Emsworth si mette in tasca uno dei preziosi oggetti, «un Cheope della Quarta Dinastia». Mr. Peters si accorge della sparizione, sospetta che il conte lo abbia derubato, ma evita di chiedergli spiegazioni per paura di mettere in pericolo il matrimonio della figlia. 
A causa della dispepsia da cui è afflitto, Mr. Peters è diventato ancor più irritabile ed è Aline che deve sopportare le conseguenze del cattivo umore paterno. Aline deve anche respingere le attenzioni di un vecchio amico, George Emerson, che si sta dimostrando un corteggiatore più ardente del suo fidanzato e che le ha appena detto che Freddie Threepwood lo ha invitato a partecipare alla festa nel castello di Blandings, la residenza signorile di Lord Emsworth nello Shropshire, dove Aline e suo padre devono essere presentati al resto dei parenti di Freddie. Mr Peters si mette alla ricerca di qualcuno che possa recuperare per lui lo scarabeo; Ashe si affretta ad accettare l'incarico, ben retribuito in caso di successo, che richiederà di recarsi a Blandings fingendo di essere il valletto di Mr Peters. Contemporaneamente, Aline convince la sua vecchia compagna di scuola Joan Valentine ad accompagnarla a Blandings come sua cameriera personale, per cercare di recuperare lo scarabeo. Ashe e Joan si renderanno conto di essere diventati rivali solo quando si incontreranno sul treno diretto a Blandings, entrambi sotto mentite spoglie di domestici interessati al recupero dello stesso oggetto. Durante il viaggio Joan, desiderosa in realtà di scoraggiare l'amico-rivale, mette al corrente Ashe sul complicato sistema gerarchico vigente tra i domestici di una grande casa di campagna inglese.
Lo scarabeo, ritenuto erroneamente da Lord Emsworth un regalo di Mr Peters, viene esposto nell'antiquarium di Blandings. I tentativi di Ashe e Joan di impadronirsene falliscono ripetutamente. Infine lo scarabeo sparisce anche dalla nuova sede. Le indagini di Ashe e Joan li portano a scoprire il ladro: Freddie Threepwood, alla ricerca di danaro per pagare R. Jones e ignaro che in realtà le sue lettere d'amore indirizzate a Joan sono state stracciate molto tempo prima dalla stessa destinataria. 
Freddie, ammiratore dei romanzi polizieschi di cui è autore Ashe Marson, decide di fidarsi di Ashe confessandogli il furto e restituendogli lo scarabeo. Giunge improvvisamente Lord Emsworth per annunciare che Aline è fuggita in treno con George Emerson, a sua volta richiamato in servizio a Hong Kong. Freddie appare quasi sollevato dalla notizia. Ashe restituisce lo scarabeo a Mr Peters, e costui gli propone di assumerlo come suo personal trainer e portarlo in America. Ashe chiede a Joan di sposarlo e seguirlo negli USA. Una povera sguattera, la cui vita è di solito monotona e noiosa, si emoziona nel vedere dalla finestra i due giovani baciarsi.

## Personaggi
(in ordine di apparizione)
Ashe Marsonamericano di 26 anni che ha frequentato le università di Harvard e Oxford, senza conseguire nessun titolo di studio; buon atleta dilettante, diventerà allenatore personale di Mr J Preston Peters; con lo pseudonimo di Felix Clovelly, scrive libri gialli, aventi per protagonista l'investigatore Gridley Quayle, pubblicati mensilmente dalla casa editrice Mammoth Publishing Company.
Joan Valentineuna giovane donna molto attraente, scrittrice di racconti su "Home Gossip", altra pubblicazione della Mammoth Publishing Company; in passato è stata corista nella commedia musicale "The Baby Doll", cameriera, istitutrice; assume lo pseudonimo di "Simpson" durante la sua permanenza a Blandings.
Mrs Bellpadrona della pensione londinese in Arundell Street dove abitano Ashe Marson e Joan Valentine.
Frederick (Freddie) Threepwoodfiglio cadetto di Lord Emsworth; espulso da Eton e da Oxford; in passato è stato innamorato di Joan Valentine; è fidanzato con Aline Peters.
Clarence, Nono Conte di Emsworthpadre di Freddie Threepwood; proprietario   del castello di Blandings; molto distratto; membro del Senior Conservative Club di Londra; ama i fiori ed è costantemente in giro per il giardino della sua casa.
Lord Percy Stockheathcugino di Freddie Threepwood; è stato portato in giudizio, e condannato, per rottura di promessa di matrimonio.
R. Jonesindividuo corpulento, di circa 50 anni, chiamato "Dickie" dai suoi conoscenti, di solito giovani con molti soldi e poco buon senso.
Adamscapo cameriere della sala da pranzo del Senior Conservative Club.
J. Preston Petersmultimilionario americano, padre di Aline; soffre di dispepsia cronica; possiede una bella collezione di scarabei egizi.
Aline Petersfiglia di J. Preston, già compagna di scuola di Joan Valentine, fidanzata di Freddie, amata da George Emerson.
George Emersonpoliziotto inglese in servizio a Hong Kong (Something Fresh, UK) o praticante legale americano che lavora in uno studio legale di New York (Something New, USA); vuole sposare Aline Peters.
Rupert Baxterefficiente segretario di Lord Emsworth, di natura sospettosa, indossa occhiali senza montatura.
Sebastian Beachmaggiordomo del castello di Blandings; corpulento, ipocondriaco, con "una dignitosa inerzia che lo avrebbe qualificato per essere incluso nel regno vegetale".
Mrs Twemlowgovernante del castello di Blandings.
Mr Judsonvalletto di Freddie Threepwood.
Mr Ferrisvalletto di Lord Stockheath.
Miss Willoughbycameriera di Lady Mildred Mant.
Miss Chestercameriera di Lady Ann Warblington.
Lady Ann Warblingtonsorella di Lord Emsworth; vive a Blandings da quando Lord Emsworth è rimasto vedovo; non apparirà più nei romanzi e nei racconti del ciclo castello di Blandings.
Algernon Woostercugino di Lord Stockheath.
Colonnello Horace Mantmarito di Lady Mildred Mant (la figlia maggiore di Lord Emsworth).
Vescovo di Godalmingospite nel castello di Blandings; la parentela con Lord Emsworth, sebbene certa, non è ben definita.
Murielgatto persiano di Lady Ann Warblington.

## Critica
Lo stesso Wodehouse definì Qualcosa di nuovo come la prima opera della «Saga del castello dei Blandings», collocando "Blandings" «nello Shropshire, avendo vissuto i giorni più lieti dell'adolescenza nei pressi di Bridgnorth». 
Qualcosa di nuovo è un romanzo appartenente a quello che George Orwell nel saggio in difesa di Wodehouse definisce il secondo periodo delle opere di Wodehouse, il "periodo americano", successivo al "periodo scolastico" di cui Mike fu l'esempio migliore. Nel periodo fra il 1909 e il 1920 circa, Wodehouse soggiornò negli Stati Uniti e per un po' mostrò segni di americanizzazione nel linguaggio e nelle prospettive; la trama spesso si basava sul contrasto tra modi inglesi e americani, i personaggi americani comparivano in un'ambientazione inglese, e viceversa; nei testi si potevano trovare occasionalmente dei tentativi di serietà morale. In questo caso è evidente il contrasto fra lo svampito inglese Lord Emsworth e l'aggressivo tycoon americano J. Preston Peters. 
In questo romanzo inoltre Wodehouse descrive dettagliatamente le grandi English country house e il personale addetto al loro mantenimento con un realismo maggiore che in qualsiasi altro libro di Wodehouse. Avendo trascorso l'età giovanile nell'Inghilterra vittoriana, Wodehouse frequentò con le sue zie alcune grandi dimore aristocratiche, ed ebbe quindi modo di apprendere la gerarchia e l'etichetta della servitù. 
Alcuni temi presenti in Qualcosa di nuovo fanno riferimento ad avvenimenti personali o familiari dell'autore. Suo zio Walter Meredith Deane e successivamente suo fratello maggiore Philip Peveril avevano prestato servizio nelle forze di polizia di Hong Kong, come il personaggio George Emerson. Secondo Robert McCrum, Qualcosa di nuovo è pervaso da "un'atmosfera da luna di miele", essendo avvenuta la celebrazione del matrimonio di Wodehouse nel periodo immediatamente precedente l'inizio della stesura del romanzo.
Per il linguista Robert Anderson Hall, anche nelle opere appartenenti ala Saga di Blandings la maggior fonte di ilarità e il segno distintivo dello stile dell'autore è il linguaggio. Secondo Guido Almansi, «Wodehouse funziona al livello del plot, della costruzione narrativa, dell'azione "drammatica", ed è un così mirabile organizzatore di scene e scenette e incidenti comici perché è scrittore abilissimo e malizioso al livello della singola frase (la macrostruttura del racconto è sostenuta dalla microstruttura dell'enunciato; ovvero la retorica paradigmatica è operativa perché vi è sottesa una retorica sintagmatica)». Almansi esamina in particolare l'episodio in cui Lord Emsworth finisce per intascare per disattenzione lo scarabeo più prestigioso e più raro della collezione del miliardario americano. Nell'episodio, «la soluzione stilistica è semplicissima: non "dire una cosa eccezionale come se fosse naturale" bensì "dire una cosa naturale come se fosse eccezionale"».

## Edizioni
- (EN) Something New, 1ª ed., New York, D. Appleton and Company edition, 1915.
- (EN) Something Fresh, 1ª ed., London, Methuen & Co. Ltd., 1915.
- (EN) Something Fresh, London, Herbert Jenkins LTD, 1969, ISBN 02-57-66780-6.
- Qualcosa di nuovo : romanzo umoristico inglese, collana Collezione Novissima edizione letteraria ; 66, traduzione di L. Bernardini, Milano, Libr. Editr. Monanni, 1932.
- Qualche cosa di nuovo : romanzo umoristico, collana Nuovissima collezione letteraria ; 66, traduzione di L. Fratta, Milano, Bietti, 1932.
- Qualcosa di nuovo, collana Collana Wodehouse ; 32, traduzione di L. Fratta, Milano, Bietti, stampa 1963.
- Qualcosa di nuovo, collana Collezione Il picchio ; 32, traduzione di L. Fratta, Milano, Bietti, 1964.
- Qualche cosa di nuovo, collana Collezione GUM. N. S ; 189, traduzione di Mario Bodoman, Milano, Mursia, 1991, ISBN 88-425-0997-3.
- Qualcosa di nuovo : romanzo, collana Collezione Narratori della fenice, traduzione di Mario Bodoman, Parma, Guanda, 2011, ISBN 978-88-8246-989-4.
- Qualcosa di nuovo, collana Collezione I grandi classici dell'umorismo ; 4, traduzione di Mario Bodoman, Milano, Il Sole 24 Ore, 2015.